# Advantage Cars Prague Open 2016
Die Advantage Cars Prague Open 2016 waren ein Tennisturnier der ITF Women’s Circuit 2016 für Damen und ein Tennisturnier der ATP Challenger Tour 2016 für Herren in Prag und fanden zeitgleich vom 24. bis 31. Juli 2016 statt.